# Andreas Suter
Andreas Suter (* 1953 in Zürich) ist ein Schweizer Historiker und emeritierter Professor an der Universität Bielefeld.

## Leben
Suter studierte allgemeine Geschichte, Literaturgeschichte und Linguistik an der Universität Zürich und an der École des Hautes Études en Sciences Sociales, Paris. 1979 Lizentiat an der Universität Zürich, danach war er dort Assistent bei Roger Sablonier am Lehrstuhl für Geschichte des Mittelalters. 1983 Promotion an der Universität Zürich.
Zwischen 1983 und 1989 war er bei einer Schweizer Grossbank in Zürich und London als Länder- und Geldmarktanalyst und anschliessend als Referent des Vizepräsidenten des Aufsichtsrates tätig. 
1989 kehrte er zur Forschungs- und Lehrtätigkeit zurück und war tätig an den Universitäten Zürich, Basel, Luzern und Bern, ab 1990 gefördert durch ein vierjähriges ATHENA-Stipendium des Schweizerischen Nationalfonds. 1993, 1995 und 2001/02 folgten Forschungsaufenthalte und Gastdozenturen an der École des Hautes Études en Sciences Sociales Paris, an der Universität Bielefeld und an der University of California, Berkeley. 1996 wurde er zum Privatdozenten an der Universität Zürich ernannt, danach 1998 zum Assistenzprofessor mit der venia legendi für das Gebiet „Geschichte der Neuzeit“.
Von 1999 bis 2016 war er ordentlicher Professor für Geschichte der Neuzeit unter besonderer Berücksichtigung der Frühen Neuzeit an der Universität Bielefeld, seitdem ist er emeritiert.

## Publikationen
- Struktur und Ereignis. Geschichte und Gesellschaft, Sonderheft 19, hrsg. zusammen mit Manfred Hettling, Göttingen 2001

Zitat: Seit längerem wird in der Geschichtswissenschaft eine Diskussion über das Verhältnis von Struktur und Ereignis geführt. Einerseits hat die klassische Sozialgeschichte oft das einzelne historische Ereignis vernachlässigt, andererseits haben die traditionelle Politikgeschichte und manche Vertreter der Kulturgeschichte die Erklärungskraft von Strukturen bestritten. Dieses Sonderheft zeigt, dass Struktur und Ereignis keineswegs in einem Gegensatz stehen. Strukturen sind ein unverzichtbares Instrumentarium für den Historiker, um Ereignisse fassen und beschreiben zu können. Zugleich aber enthält jedes Ereignis mehr, als in seinen strukturellen Bedingungen vorgegeben ist. Jedes historische Ereignis basiert auf bestehenden Strukturen – und verändert sie zugleich.Die Beiträge diskutieren die wichtigsten Positionen in der Theoriedebatte und bieten in Fallstudien auch konkrete Anwendungen des theoretischen Problems. „Struktur und Ereignis“ ist damit ein Plädoyer für eine Erweiterung der Sozialgeschichte. (Klappentext)
- Kleine Geschichte der Schweiz. Der Bundesstaat und seine Traditionen, zusammen mit: Manfred Hettling, Mario König, Martin Schaffner und Jakob Tanner, Edition Suhrkamp 2079, Frankfurt a. M. 1998
- Der schweizerische Bauernkrieg von 1653. Politische Sozialgeschichte – Sozialgeschichte eines politischen Ereignisses, Reihe Frühneuzeitforschungen Bd. 3, Hrsg. von Peter Blickle, Richard van Dülmen, Heinz Schilling, Winfried Schulze, Habilitationsschrift Zürich, Tübingen 1997
- „Troublen“ im Fürstbistum Basel (1726–1740). Eine Fallstudie zum bäuerlichen Widerstand im 18. Jahrhundert, Veröffentlichungen des Max-Planck-Instituts für Geschichte 79, Dissertation Zürich, Göttingen 1985
- Die Träger bäuerlicher Widerstandsaktionen beim Bauernaufstand im Fürstbistum Basel 1726–1740: Dorfgemeinde – Dorffrauen – Knabenschaften, in: Winfried Schulze (Hg.): Aufstände, Revolten, Prozesse. Beiträge zu bäuerlichen Widerstandsbewegungen im frühneuzeitlichen Europa, Stuttgart 1983, S. 89–111

### Historisches Lexikon der Schweiz
- Bauernkrieg (1653), in: Historisches Lexikon der Schweiz, Bd. 2, Basel 2002, S. 90–93
- Demokratie in der Vormoderne, in: Historisches Lexikon der Schweiz, Basel 2002 ff.

diese und weitere Aufsätze, Kapitel in der online-Ausgabe (eHLS / eDHS / eDSS)

### Aufsätze, Artikel
- Genese der direkten Demokratie – Aktuelle Debatten und wissenschaftliche Ergebnisse, in: Andreas Auer (Hg.) (u. a.): Wege zur direkten Demokratie in den schweizerischen Kantonen, Zürich 2011
- Korruption oder Patronage? Aussenbeziehungen zwischen Frankreich und der Alten Eidgenossenschaft als Beispiel (16. bis 18. Jahrhundert), Zeitschrift für historische Forschung 37/10, S. 187–216
- Handeln in der Krise, in: Rudolf Schlögl (Hg.) (u. a.): Krise als Form gesellschaftlicher Selbstbeobachtung in der Frühen Neuzeit, Göttingen 2011
- The Swiss Peasant’s war of 1653, in: Immanuel Ness (ed.): International Encyclopedia of Revolution and Protest, Blackwell 2009
- Direkte Demokratie – historische Reflexionen zur aktuellen Debatte, in: Benjamin Adler: Die Entstehung der direkten Demokratie. Das Beispiel der Landsgemeinde Schwyz 1789–1866, Zürich 2006, S. 219–278
- Probleme des Rechtsstaates: Die schweizerische Entwicklung als Sonderfall? in: Rolf Kappel, Hans-Werner Tobler (Hg.): Rechtsstaatlichkeit im Zeitalter der Globalisierung, Freiburg i. B., Rombach, 2005 (Reihe Historias, Bd. 18), S. 49–76
- Kulturgeschichte des Politischen: Chancen und Grenzen, in: Barbara Stollberg-Rilinger (Hg.): Was heisst Kulturgeschichte des Politischen? (im Druck)
- Vormoderne und moderne Demokratie in der Schweiz, in: Zeitschrift für historische Forschung 31/04, S. 231–254
- Kollektive Erinnerungen an historische Ereignisse – Chancen und Gefahren, in: Jahrbuch Historischen Gesellschaft Luzern 21, S. 22–32, Luzern 2003
- Widersprüchliche Erinnerungen. Der Schweizerische Bauernkrieg von 1653 und seine Folgen, NZZ, 17. Mai 2003 – als PDF auf direkte-demokratie.ch
- Theories and Methods for a Social History of Historical Events: Reply to Hermann Rebel, in: Central European History 34 (2001), S. 383–418
- Nationalismen in Europa. West- und Osteuropa im Vergleich, Ulrike von Hirschhausen und Jörn Leonhard (Hg.), mit Beiträgen von Dieter Langewiesche, Robert J. W. Evans, Adrian Lyttelton, Andreas Suter, Stefan Berger, Jiří Kořalka, Robert Tombs, Miles Taylor u. a., Wallstein Verlag, Göttingen 2001
- Ereignisse als strukturbrechende und strukturbildende Erfahrungs-, Entscheidungs- und Lernprozesse. Der schweizerische Bauernkrieg von 1653, in: Andreas Suter, Manfred Hettling (Hg.): Struktur und Ereignis, Göttingen 2001, S. 175–207
- Neutral seit Marignano? Zur Realität einer Staatsmaxime in der Schweiz der Frühen Neuzeit, in: Neue Helvetische Gesellschaft, Jahrbuch 1998/99, S. 193–216
- Andreas Suter (u. a.): Kleine Geschichte der Schweiz, Edition Suhrkamp, Frankfurt a. M. 1998, S. 132–187
- Nationalstaat und die „Tradition von Erfindung“ – Vergleichende Überlegungen, in: Geschichte und Gesellschaft 25, 1999, S. 138–161
- Protonationalismus – Konstrukt und gesellschaftlich-politische Wirklichkeit, in: Reinhard Stauber und Marco Bellabarba (Hg.): Identità territoriali e cultura politica nel prima età moderna/Territoriale / Identität und politische Kultur in der Frühen Neuzeit. Annali dell’ Istituto storico italo-germanico. Contributi/Beiträge 9. Bologna/Berlin, Il Mulino/Duncker und Humblot, 1998, S. 301–322
- Neue Forschungen und Perspektiven zur Geschichte der ländlichen Gesellschaft in der Schweiz, in: Werner Troßbach und Clemens Zimmermann (Hg.): Agrargeschichte. Positionen und Perspektiven, Quellen und Forschungen zur Agrargeschichte Bd. 44, Stuttgart 1998, S. 73–91
- Theorien und Methoden für eine Sozialgeschichte historischer Ereignisse, in: Zeitschrift für historische Forschung 1998, Heft 2, S. 209–243
- Die Revolution von 1848: Struktur und Kontingenz, in: AGGS (Hrsg.): Die Schweiz 1798–1998: Staat – Gesellschaft – Politik, Bd. 1: Revolution und Innovation. Die konfliktreiche Entstehung des schweizerischen Bundesstaate 1848, Hrsg. v. Andreas Ernst, Albert Tanner, Matthias Weishaupt, Zürich 1998
- Kommunikationsweisen ländlicher Untertanen im Alltag und Konflikt, in: Jan Peters (Hg.): Gutsherrschaftsgesellschaften im europäischen Vergleich, Berlin 1997, S. 55–68
- Von Untertanen zu Bürgern. Die Transformation der politischen Kultur vom Ancien Régime zur Moderne, Zürich 1997
- Histoire sociale et événements historiques: pour une nouvelle approche, in: Annales. Histoire, Sciences Sociales 52, 1997, S. 543–567
- Les conjurations dans la Confédération Suisse du début des temps modernes, in: École Française de Rome (Hg.): Complots et conjurations dans L’Europe moderne, Actes du colloque international organisé par l’École française de Rome (30. September – 2. Oktober 1993), Collection de l’École française de Rome 220, Rom 1996, S. 535–578
- Verschwörungen in der schweizerischen Eidgenossenschaft der Frühen Neuzeit, in: Schweizerische Zeitschrift für Geschichte 3, 1995, S. 330–370
- Regionale politische Kulturen von Protest und Widerstand im Spätmittelalter und in der Frühen Neuzeit. Die schweizerische Eidgenossenschaft als Beispiel, in: Geschichte und Gesellschaft 21, 1995, S. 161–194
- Forschungsbericht: Der Schweizerische Bauernkrieg 1653, in: Albert Tanner u. a.: Die Bauern in der Geschichte der Schweiz. Hrsg. von der Schweizerischen Gesellschaft für Wirtschafts- und Sozialgeschichte, Heft 10, Zürich 1992, S. 69–103
- Krise und Krisenbewältigung im Ancien Régime, in: Die Orientierung Nr. 99, Bern 1991, S. 19–28
- Absolutismus als repressive Antwort auf Probleme der Staatsbildung, in: Sebastian Brändli u. a. (Hg.): Schweiz im Wandel. Studien zur neueren Gesellschaftsgeschichte, Festschrift für Rudolf Braun zum 60. Geburtstag, Basel/Frankfurt a. M. 1990, S. 281–304
- Die Träger bäuerlicher Widerstandsaktionen beim Bauernaufstand im Fürstbistum Basel 1726–1740: Dorfgemeinde – Dorffrauen – Knabenschaften, in: Winfried Schulze (Hg.): Aufstände, Revolten, Prozesse. Beiträge zu bäuerlichen Widerstandsbewegungen im frühneuzeitlichen Europa, Stuttgart 1983, S. 89–111